# Stolestade
Stolestader kaldes de kirkebænke, som benyttes af menigheden i kirken.
Indtil sengotikken havde man ikke faste bænke i kirkerne. Ved reformationens indførelse var der stadig mange kirker uden bænke, men herefter vandt de hurtigt indpas. Ud mod midtergangen har bænkene ofte gavle.
I gotikken kunne disse have foldeværksornamentik af forskellig art. I renæssancen blev mange kirker underlagt den lokale herregård, og kirken skulle med sin indretning sikre adelsmandens navns udødelighed. Gavlene fik nu en trekantet tympanon som afslutning for oven, og gavlen smykkedes med bomærke eller våbenskjold til minde om kirkens verdslige ejer.
Stolestaderne kunne oprindelig lejes og gav dermed en indtægt for kirken. Det stedlige herskab havde ofte dekoreret sin stol med sit adelsvåben. I Holmens Kirke findes lukkede herskabsstole hvor gardiner kan trækkes for.
På kirkebænken sad den ældre før den yngre, og den gifte før den ugifte. Mest attraktiv var at sidde nærmest midtergangen. Oprindelig sad mænd og kvinder i hver sin side af kirkens skib, set mod alteret: mænd til højre (sværdsiden, sydsiden), kvinder til venstre (spindesiden, nordsiden).
I Dejbjerg Kirke i Vestjylland findes en særlig afdeling for egnens rakkere, de særlige 'rakkerstole'.

## Galleri
| - Forskellige typer kirkestole i Dejbjerg Kirke - Rakkerstole i Dejbjerg Kirke - Degnestolen - Præstestolen - Herskabsstole |